# Ельміра Микаїл-кизи Гафарова
Ельміра Микаїл-кизи Гафарова (азерб. Elmira Mikayıl qızı Qafarova; 1 березня 1934, місто Баку, тепер Азербайджан — 1 серпня 1993, місто Баку, Азербайджан) — азербайджанський державний діяч і дипломат, голова Верховної Ради Азербайджанської РСР. Член Центральної контрольної комісії КПРС у 1990—1991 роках. Депутат Верховної Ради Азербайджанської РСР (Азербайджанської Республіки) 9—12-го скликань. Народний депутат СРСР (1989—1991). Кандидат філологічних наук (1961).

## Життєпис
Ельміра Микаїл-кизи Гафарова закінчила бакинську середню школу № 189 в 1952 році. Навчалася на факультеті філології Азербайджанського державного університету, який закінчила в 1958 році. Під час навчання з 1955 року була заступником секретаря комітету комсомолу Азербайджанського державного університету. Член КПРС з 1958 року.
З 1958 по 1961 рік — аспірантка Азербайджанського державного університету. У 1961 році захистила кандидатську дисертацію з філології.
У 1961—1962 роках — інструктор ЦК Комуністичної партії Азербайджану.
У 1962—1966 роках — секретар ЦК ЛКСМ Азербайджану. У 1966 — лютому 1970 року — 1-й секретар ЦК ЛКСМ Азербайджану.
У 1970—1971 роках — заступник завідувача відділу культури ЦК КП Азербайджану.
У 1971—1980 роках — секретар Бакинського міського комітету КП Азербайджану.
У 1980 році Гафарова замінила 77-річного Мехті Мехтізаде на посаді міністра освіти Азербайджанської РСР, а 1 грудня 1983 року була призначена міністром закордонних справ Азербайджанської РСР та працювала на цій посаді до 22 грудня 1987 року. У 1984 році вона брала участь в осінній сесії Генеральної Асамблеї ООН, присвяченій проблемам расизму та дискримінації.
22 грудня 1987 — червень 1989 року — заступник голови Ради Міністрів Азербайджанської РСР.
22 червня 1989 — 18 травня 1990 року — голова Президії Верховної Ради Азербайджанської РСР. У березні—травні 1990 року представляла Азербайджан у новоствореній Раді Федерації СРСР.
18 травня 1990 — 26 листопада 1991 року — голова Верховної Ради Азербайджанської РСР (Азербайджанської Республіки).
26 листопада 1991 — 5 березня 1992 року — голова Міллі Меджлісу Азербайджанської Республіки.
В цей хаотичний період історії Азербайджану Ельміра Гафарова проявила себе як сміливий і рішучий політик. У роки її головування у Верховній Раді Азербайджану за її ініціативою в постійному представництві республіки в Москві була організована виставка більше двох тисяч одиниць озброєння, вилучених у вірменських бойовиків Нагірного Карабаху. Даний захід викликав різке несхвалення і загрозі Гафаровій з боку КДБ, МВС СРСР і Міноборони СРСР. 30 грудня 1989 року політик домоглася повернення місту Кіровабад (названого так в 1934 році по імені Сергія Кірова) його історичної назви — Гянджа, а 13 березня 1990 року — оголошення свята Новруз неробочим днем в Азербайджані.
З діяльністю Ельвіри Гафарової пов'язують також прийняття декларації «Про відновлення державної незалежності Азербайджанської Республіки» 30 серпня 1991 року і прийняття Азербайджану до ООН 2 березня 1992 року. Через три дні після останнього Гафарова подала у відставку за станом здоров'я.
Відносини Ельміри Гафарової з молодою азербайджанською опозицією в особі Народного фронту залишалися натягнутими до самого її відходу з політики. У вересні 1991 року вона піддала критиці опозицію, назвавши її членів «п'яницями й наркоманами», що помилково було пропущено в прямому ефірі і за що Гафарова зазнала фізичної атаки з боку протестувальників біля будівлі Верховної Ради.

## «Чорний січень»
Напередодні введення радянських військ до Баку в ніч на 20 січня 1990 року, що призвів за собою загибель більше сотні мешканців міста, Ельміра Гафарова перебувала в Москві. Рішення про введення надзвичайного стану в Азербайджані було прийнято Президією Верховного Радою республіки за її відсутності і пізніше було визначене як «незаконне». Наступного дня після трагедії Ельміра Гафарова виявилася єдиним представником влади, як на союзному, так і на республіканському рівні, хто звернувся до народу у зв'язку з тим, що трапилося і виступила з осудом дій союзного керівництва. Незважаючи на це, в 1994 році ім'я Гафарової згадувалося в числі винуватців січневої трагедії, що не зуміли забезпечити безпеку населення, проте кримінальну справу порушено не було у зв'язку з її смертю.

## Смерть
Ельміра Гафарова померла 1 серпня 1993 року від інфаркту міокарда і похована на Алеї почесного поховання в Баку.

## Нагороди та відзнаки
- орден Трудового Червоного Прапора (9.09.1971)
- орден «Знак Пошани»
- медалі